# Sebastián Borensztein
Sebastián Borensztein (Buenos Aires, 22 de abril de 1963) es un guionista y director de cine argentino. Es hijo de Tato Bores.

## Biografía
Sebastián Borensztein es egresado de la carrera de Ciencias de la Comunicación por la Universidad del Salvador, y formado como director de actores en la escuela de Augusto Fernandes.
Es el responsable del guion y la dirección de casi todos sus proyectos, y fue pionero en la realización de unitarios para televisión con tratamiento cinematográfico.
Sus comienzos fueron como creativo publicitario a mediados de los años 80, en agencias como David Rato, McCann-Erickson, Ortiz Scopesi, Ogilvy y Lintas Colonesse.
Luego de su etapa como creativo de agencias, vino su trabajo como guionista productor y director de su propio padre, el actor cómico Tato Bores entre 1988 y 1994, con el que obtuvo numerosos premios Martín Fierro como guionista y director a nivel nacional, y a nivel internacional, el premio Ondas otorgado por la cadena Ser de España, como uno de los cinco mejores programas de TV de habla hispana.
Con posterioridad de aquella etapa de humor, creó la miniserie de terror El garante por la que obtuvo elogios de la crítica, cuatro premios Martín Fierro, incluyendo el de mejor director, los premios Fund TV y Broad Casting, una nominación a los premios Emmy, y el premio Argentores de la Sociedad General de Autores de la Argentina.
En 2001 fue distinguido con el premio Konex como uno de los cinco mejores directores de televisión de la década y por ese tiempo había creado la consagrada serie de unitarios de suspenso en tiempo real llamada Tiempo final emitida en Argentina por Telefe durante los años 2000, 2001 y 2002 y que actualmente se emite en más de cincuenta países habiendo sido en 2008 nominada Finalista al premio Emmy.
En 2005 concentró su carrera en el cine, tanto en largometrajes como en cine publicitario. Su ópera prima La suerte está echada (2005) de la que es guionista y director, le valió varios premios internacionales, entre ellos, el premio Descubrimiento de la Crítica Francesa, en el Festival de Cine Latino de Toulouse (2006), el premio Rail D'Oc otorgado por el mismo festival, el premio al Mejor Guion en el Festival de Cine Latino de Trieste, y el premio del Público en el mismo festival.
Su segundo largometraje, Sin memoria, fue escrito por Borensztein junto a Benjamin Odell, y fue producido por Benjamín Odell y James McNamara para Lionsgate y Televisa, estrenándose en México. Su tercer largometraje, Un cuento chino, protagonizado por Ricardo Darín y producido por Pampa films, se lanzó en Argentina el 24 de marzo de 2011.
Borensztein es coautor de la clásica canción pop rock de 1992 Mi vieja; la cual fue popularizada por el cantante y guitarrista de blues, rock y heavy metal Pappo.
En noviembre de 2019 fue declarado Personalidad destacada de la Ciudad Autónoma de Buenos Aires en el ámbito de la Cultura por la Legislatura de la Ciudad Autónoma de Buenos Aires.

## Filmografía

### Cine
Director y Guionista
- La suerte está echada (2005)
- Sin memoria (2010)
- Un cuento chino (2011)
- Kóblic (2016)
- La odisea de los giles (2019)
- Descansar en paz (2024)

Actor
- Chicos ricos (2000)

### Televisión
Guionista
- Tato, la leyenda continúa (1991)
- Tato de América (1992)
- El Garante (1997)
- La condena de Gabriel Doyle (1998)
- Tiempo final (2000)
- Malandras (2003)
- Iosi, el espía arrepentido (2022)

Director
- Tato, la leyenda continúa (1991)
- Tato de América (1992)
- Cha Cha Cha (1995)
- El Garante (1997)
- La condena de Gabriel Doyle (1998)
- La Argentina de Tato (1999)
- Tiempo final (2000)
- Iosi, el espía arrepentido (2022)

## Premios y nominaciones

### Premios Martín Fierro
| Año  | Categoría                  | Programa                  | Resultado |
| ---- | -------------------------- | ------------------------- | --------- |
| 1991 | Mejor autor y/o libretista | Tato, la Leyenda continua | Nominado  |
| 1992 | Mejor director             | Tato de América           | Ganador   |
| 1993 | Mejor autor / libretista   | Tato de América           | Nominado  |
| 1997 | Mejor director             | El Garante                | Ganador   |
| 2000 | Mejor director             | Tiempo final              | Nominado  |
| 2001 | Mejor director             | Tiempo final              | Ganador   |

### Premios Konex
- Premio Konex - Diploma al Mérito 2021: Director de Cine
- Premio Konex - Diploma al Mérito 2011: Director de Televisión
- Premio Konex - Diploma al Mérito 2001: Director de Televisión

### Premios Goya
- Mejor película iberoamericana, 2012 (26a edición de los Premios Goya)[4]
- Mejor película iberoamericana, 2020 (34a edición de los Premios Goya)[5]